# Erol Alkan
Erol Alkan es un DJ londinense de ascendencia turca.

## Discografía

### Lanzamientos originales
- "Waves / Death Suite" (con Boys Noize) [2009]
- "Waves" (Chilly Gonzales Piano Rework) [2009]
- "Lemonade / Avalanche" (con Boys Noize) [2010]
- "Avalanche" (Terminal Velocity) [con Boys Noize y Jarvis Cocker] [2011]
- "Roland Rat" / Brainstorm" (con Boys Noize) [2012]
- "A Sydney Look" (con Switch) [2012]
- "Illumination EP" [2013]

### Álbumes de mezclas y recopilatorios
- Trash Compianion #1 [2001]
- Louder (Muzik Covermount) [2003]
- A Bugged Out Mix [2004]
- Disco 2006 (Covermount) [2006]
- Ark 1 [2008]
- Re-Animations Vol.1 [2009]
- Door To Tomorrow / Black Noise [2012]
- Another "Bugged Out" Mix & "Bugged In" Selection [2012]
- FabricLive.77  [2014]